# Palmatòria

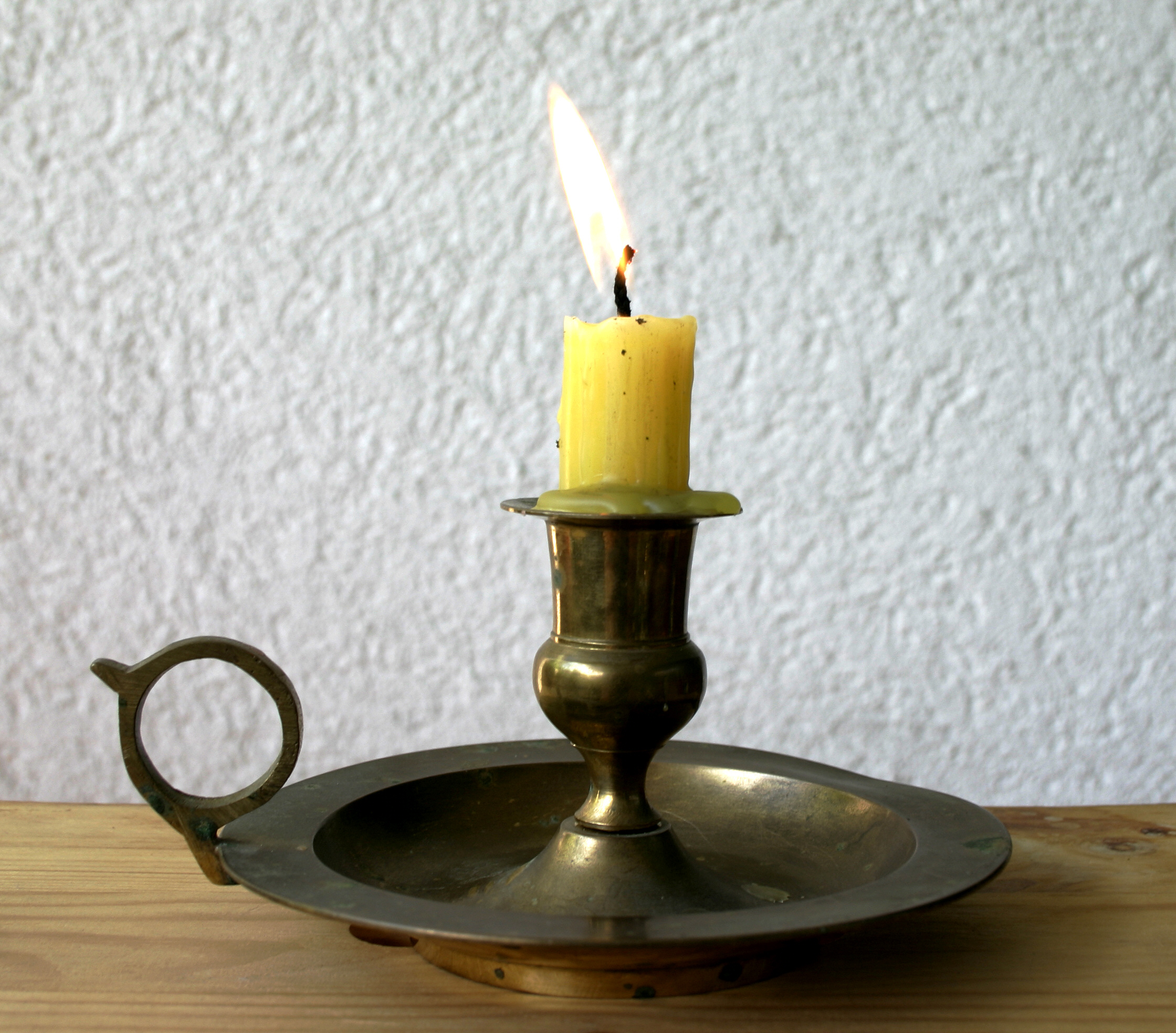
Palmatòria de llautó.

Una palmatòria és un canelobre curt que disposa d'una base ampla i una ansa de transport.

## Avantatges
El conjunt palmatòria-ciri (o candela) fou durant segles una font de llum portàtil molt pràctica i usada. La base ampla de la palmatòria permetia una posició estacionaria molt estable. El mànec o ansa permetia un transport fàcil emprant una mà i, per tant, un ús com a llum portàtil. La base ampla recollia les gotes de cera o seu que degotaven del ciri.

## Materials
Les palmatòries ordinàries estaven fetes de metall. De llautó, llauna o peltre. També podien ser de terrissa, porcellana o fusta. Les palmatòries de luxe podien ser de vidre o cristall, d'argent, d'argent sobredaurat o d'or.

## Documents

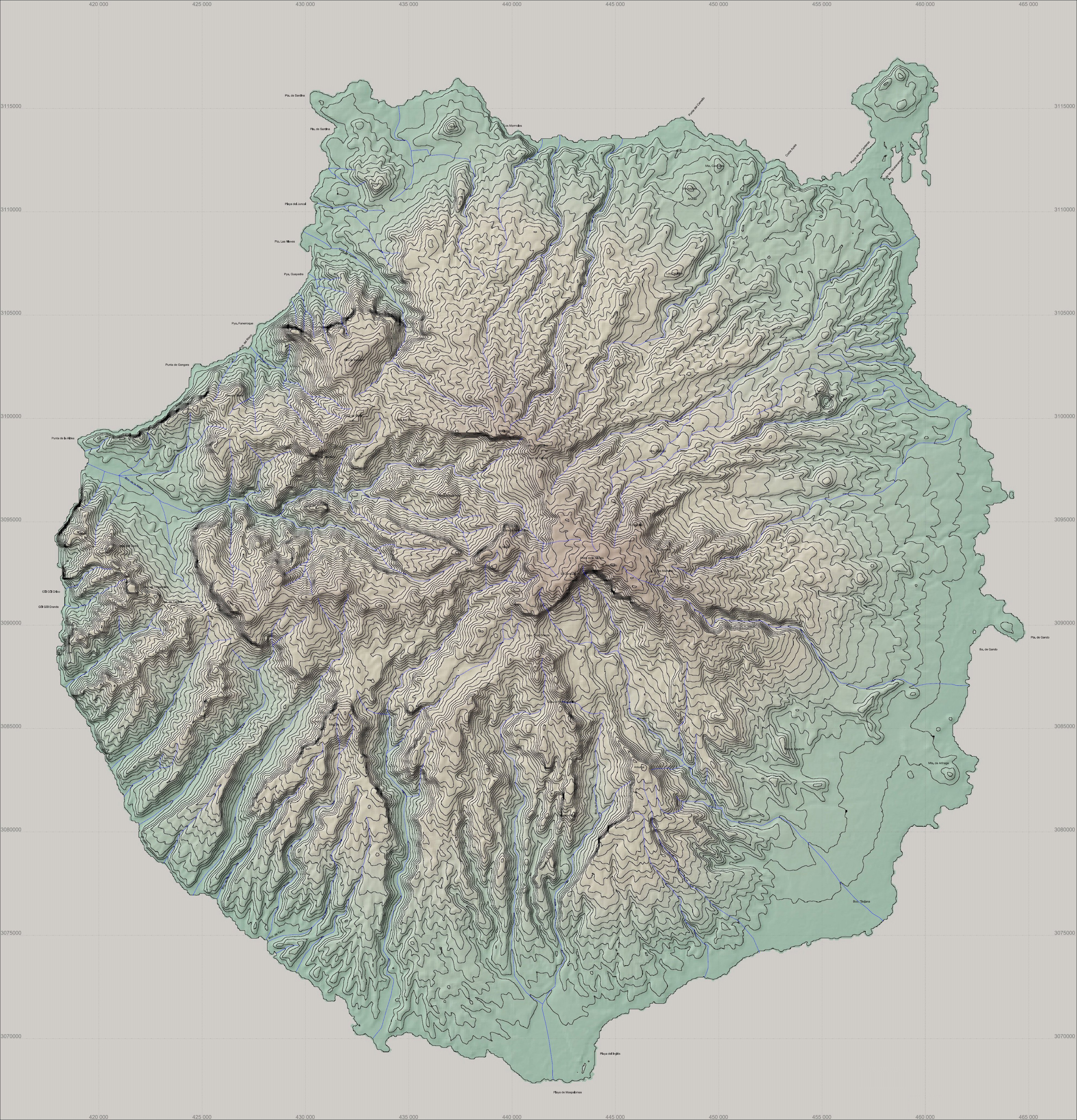
Segons la crònica Le canarien l'illa de Gran Canària s'assembla a una palmatòria.

L'ús de les palmatòries és tan antic com el de les espelmes. Moltes narracions de fets reals o imaginaris inclouen descripcions de palmatòries. També són relativament freqüents les referències a personatges famosos emprant aquests fonts de llum en nits dramàtiques, en el decurs d'esdeveniments històrics destacats. Una petita mostra dels documents esmentats s'ofereix a continuació.
- 1402. A la crònica Le Canarien es compara la forma de l'illa de Gran Canària amb una palmatòria.[3][4]

- 1461. Inventari del príncep de Viana.[5]
  - Es descriu una palmatòria de cristall amb un mànec d'argent sobredaurat.

- 1588. Assassinat del duc de Guisa.[6]
  - En la crònica de referència es parla del rei de França amb una palmatòria participant en els esdeveniments preparatoris de l'assassinat.

- 1848. Fugida de Roma del papa Pius IX, de nit i emprant una palmatòria.[7]